# Diego Muñoz Camargo
Diego Muñoz Camargo (vers 1529-1599) est un chroniqueur historique métis originaire de la région de l'actuel Mexique.
Diego Muñoz Camargo était le fils de Diego Muñoz, un espagnol arrivé en Nouvelle-Espagne en 1524 avec les membres de l'Audience royale. Très lié avec Cortés, qu'il accompagna dans son expédition au Honduras (1525-26), il fit fortune dans le domaine de l'élevage des moutons. Installé dans la région de Tlaxcala, il eut un fils, notre historien, d'une mère indienne tlaxcaltèque, dont l'identité reste inconnue. Diego Muñoz Camargo était donc un métis de la première génération après la Conquête. Sa mère fut abandonnée par son père qui l'éleva à l'espagnole. Lui-même se considérait comme espagnol. Il fut éduqué à Mexico où il occupa la fonction de page à la cour du vice-roi. Vers 1560, il épousa Leonor Vazquez, une Tlaxcaltèque de sang noble. Il exerça ensuite différentes professions, dont celle d'interprète.

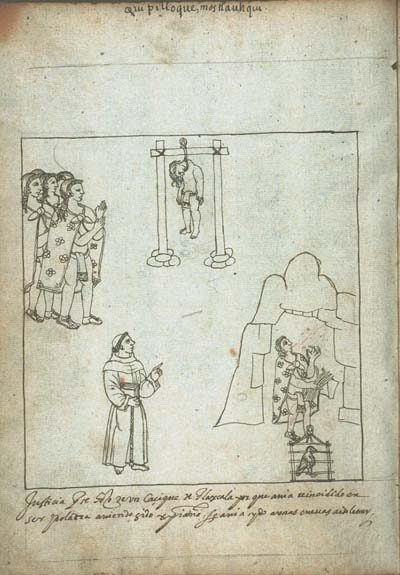
Image du manuscrit de l'Université de glasgow: pendaison d'un païen

En 1577, le Conseil des Indes diffusa un questionnaire destiné à guider la rédaction des «Relaciones geográficas», des descriptions région par région des possessions espagnoles en Amérique afin d'en constituer un inventaire des ressources humaines et matérielles. Diego Muñoz Camargo fut chargé par l'alcade mayor de Tlaxcala de rédiger la «Relacion» concernant les chefs-lieux de Tlaxcala (Tepeticpac, Ocotelolco, Tizatlan et Quiahuitzlan), sous le titre de «Descripción de la ciudad y provincia de Tlaxcala de las Indias y del mar océano para el buen gobierno y enmoblecimiento dellas». L'ouvrage comprend également une histoire de la conquête du Mexique. Il est illustré de 157 vignettes peintes à l'encre, dont certaines sont très proches de celles du «Lienzo de Tlaxcala». Lorsqu'une délégation de notables tlaxcaltèques est envoyée à la cour de Philippe II en Espagne, notre auteur l'accompagne à titre d'interprète. En 1585, il remit au roi une copie manuscrite de son ouvrage destinée à la Bibliothèque royale. Il en garda néanmoins une autre copie, qu'il continua de remanier après son retour d'Espagne et qui est connue sous de le nom de «Historia de Tlaxcala».  Il mourut en 1599.
Il existe deux versions de son œuvre :
- la «Historia de Tlaxcala», dont un manuscrit incomplet (il manque le début et la fin) est conservé à la Bibliothèque nationale de France (manuscrit 210) et qui fut publié en français en 1843 par Henri Ternaux-Compans.
- la «Descripcion de la Ciudad de Tlaxcala...», signée par l'auteur, dont le manuscrit original est conservé au Hunterian Museum and Art Gallery[5] de l'Université de Glasgow, où il ne fut redécouvert qu'en 1975. René Acuña en publia un fac-similé en 1981